# Cathédrale Notre-Dame-de-l'Assomption de Oaxaca
Pour les articles homonymes, voir Cathédrale Notre-Dame-de-l'Assomption.
La cathédrale métropolitaine Notre-Dame-de-l'Assomption, située à Oaxaca de Juárez, capitale de l'État de Oaxaca au Mexique, est le siège de l'évêque de l'archidiocèse d'Antequera.

## Histoire
La construction de la cathédrale initiale remonte à 1535, mais à la suite de tremblements de terre, elle est plusieurs fois démolie et reconstruite, l'édifice actuel étant consacré en 1733.